# Michael Hill
Michael Hill (Sydney, 30 juni 1974) is een voormalig tennisspeler uit Australië, die tussen 1997 en 2005 actief was in het professionele circuit.
Hill was vooral succesvol in het herendubbeltennis waarin hij drie ATP-toernooien op zijn naam schreef en in nog eens zes finales stond.

## Palmares
| Legenda                       | Legenda               |
| ----------------------------- | --------------------- |
| Grand Slam                    |                       |
| Olympische Spelen             |                       |
| tot 2009                      | vanaf 2009            |
| Tennis Masters Cup            | ATP Finals            |
| ATP Masters Series            | ATP Tour Masters 1000 |
| ATP International Series Gold | ATP Tour 500          |
| ATP International Series      | ATP Tour 250          |

### Dubbelspel
| 1.                           | 26 november 2000 | ATP Brighton          | Hardcourt (i) | Jeff Tarango | Paul Goldstein Jim Thomas        | 6-3, 7-5         | Details |
| 2.                           | 15 april 2001    | ATP Casablanca        | Gravel        | Jeff Tarango | Pablo Albano David Macpherson    | 7–6(2), 6–3      | Details |
| 3.                           | 28 april 2002    | ATP Barcelona         | Gravel        | Daniel Vacek | Lucas Arnold Ker Gastón Etlis    | 6–4, 6–4         | Details |
| Verloren finales herendubbel |                  |                       |               |              |                                  |                  |         |
| 1.                           | 15 oktober 2000  | ATP Tokio             | Hardcourt     | Jeff Tarango | Mahesh Bhupathi Leander Paes     | 4-6, 7-6(1), 3-6 | Details |
| 2.                           | 18 februari 2001 | ATP Marseille         | Hardcourt (i) | Jeff Tarango | Julien Boutter Fabrice Santoro   | 6-7(5), 5-7      | Details |
| 3.                           | 15 juli 2001     | ATP Gstaad            | Gravel        | Jeff Tarango | Roger Federer Marat Safin        | 1–0 opgave       | Details |
| 4.                           | 22 juli 2001     | ATP Stuttgart outdoor | Gravel        | Jeff Tarango | Guillermo Cañas Rainer Schüttler | 6-4, 6-7(1), 4-6 | Details |
| 5.                           | 26 mei 2002      | ATP Sankt Pölten      | Gravel        | Mike Bryan   | Petr Pála David Rikl             | 5-7, 4-6         | Details |
| 6.                           | 14 juli 2002     | ATP Båstad            | Gravel        | Paul Hanley  | Jonas Björkman Todd Woodbridge   | 6-7(6), 4-6      | Details |

## Prestatietabellen
| Legenda | Legenda                          |
| ------- | -------------------------------- |
| g.t.    | geen toernooi gehouden           |
| l.c.    | lagere categorie                 |
| –       | niet deelgenomen                 |
| G       | uitgeschakeld in de groepsfase   |
| 1R      | uitgeschakeld in de eerste ronde |
| 2R      | uitgeschakeld in de tweede ronde |
| 3R      | uitgeschakeld in de derde ronde  |
| 4R      | uitgeschakeld in de vierde ronde |
| KF      | uitgeschakeld in de kwartfinale  |
| HF      | uitgeschakeld in de halve finale |
| F       | de finale verloren               |
| W       | het toernooi gewonnen            |
| w-v     | winst/verlies-balans             |

### Prestatietabel grand slam, dubbelspel
| Toernooi        | 1999 | 2000 | 2001 | 2002 | 2003 | 2004 | 2005 |
| --------------- | ---- | ---- | ---- | ---- | ---- | ---- | ---- |
| Australian Open | –    | 2R   | 3R   | 2R   | 1R   | –    | 1R   |
| Roland Garros   | –    | KF   | HF   | 1R   | –    | 1R   | –    |
| Wimbledon       | 1R   | 1R   | 3R   | 1R   | –    | 1R   | –    |
| US Open         | 2R   | 1R   | 3R   | 2R   | –    | –    | –    |